# Auraria
Pour la ville de l'État de Géorgie, voir Auraria (Géorgie).
Auraria est une petite ville champignon créée sur le site de l'actuelle Denver, le 1er novembre 1858, par William Greeneberry Russell et plusieurs colons venus de Géorgie, trois semaines avant que William Larimer, Jr. ne fonde Denver sur le Cherry Creek. Son nom vient du substantif féminin romain auraria qui signifie « mine d'or » en latin.
La plupart d'entre eux étaient des Indiens Cherokee, qui avaient travaillé dans les mines d'or de Géorgie, sur le site d'Auraria, découvert en 1827, et décidèrent huit ans plus tôt de tenter leur chance lors de la ruée vers l'or en Californie, remontant le Mississippi, puis l'Arkansas jusqu'aux montagnes Rocheuses, aux environs de la South Platte au pied des Rocheuses.

## Histoire
Un soir qu'ils campaient au bord d'un ruisseau, il trouvèrent de l'or à Ralston Creek, première découverte significative d'or dans le Colorado mais son caractère alluvionnaire fit que le groupe décida de participer plutôt à la ruée vers l'or en Californie, après avoir perdu quelques jours sur place à tenter de confirmer la découverte.
William Greeneberry Russell, un métis marié à une Cherokee, apprit par sa femme que le pasteur John Beck proposait au groupe de retrouver le site de Ralston Creek. Il organisa le 17 février 1858 une expédition d'une centaine de personnes, par l’agrégation de quatre groupes, dont deux venus du Missouri. Ils arrivèrent sur place le 23 mai, furent rejoints par les deux groupes du Missouri le 24 juin puis subirent de nombreuses défections les 4 et 7 juillet, mais découvrirent peu après, début juillet 1858, 632 grammes d'or au niveau du Little Dry Creek. Ce site est aujourd'hui la banlieue de Denver nommée Englewood au nord de la jonction entre les routes U.S. Highway 285 et U.S. Highway 85.
Ils poursuivirent ensuite leurs explorations vers le nord, en se dispersant, certains arrivant jusqu'aux confins du Wyoming. Les cyclones les firent revenir après l'été, pour se retrouver sur le site de leur découverte. À leur retour, le 20 juin 1858, ils eurent la surprise de découvrir la présence de deux marchands indiens, John Smith et William Mac Gaa, avec leurs femmes, et d'une compagnie de Saint-Charles, venue de Lawrence, pour coloniser le site. En octobre, celle-ci repartit à l'est, en laissant un homme, Charles Nicols, pour surveiller son terrain, tandis que le groupe de William Greeneberry Russell acheta des concessions à John Smith et William Mac Gaa. Levi Russel fut nommé secrétaire de la ville.
Le 22 novembre 1858, le général William Larimer, un spéculateur venu de Leavenworth au Kansas, installa des cabanons en bois sur la colline surplombant les rivières South Platte et Cherry Creek, à proximité d'Auraria. Le général William Larimer espéra ainsi voir Denver devenir le siège du comté d'Arapahoe, mais James W. Denver avait déjà démissionné. Larimer, qui était accompagné par trois amis du gouverneur du Kansas, James William Denver, s'appropria par la force la terre défendue par Charles Nicols pour la compagnie de Saint-Charles, et vendit des parcelles de terre dans le but de faire du lieu une importante cité qui attirerait de nouveaux immigrants. Le 22 novembre 1858, ils avaient déjà rédigé une « constitution » de la « compagnie de la ville de Denver » et proposé des actions à Charles Nicols et la compagnie de Saint-Charles. Les trois amis de Denver reçurent des titres de juge, maire et shérif et nommèrent le site Denver, en remerciement à James William Denver (1817 – 1892).
En avril 1859, le groupe de William Greeneberry Russell établit une convention dans l'intention de créer un gouvernement local pour toute la partie ouest du territoire du Kansas. En juin, Auraria comptait 250 maisons de bois et Denver moitié moins. Les dirigeants d'Auraria en réfèrent au président Thomas Jefferson, qui était à l'autre bout du pays. Le 1er août, les représentants de 37 districts se réunirent pour voter une constitution pour un État nommé « État de Jefferson », rejetée par un référendum populaire le 24 septembre.
Après le départ d'un de ses fondateurs pour la guerre de Sécession, la ville fut agglomérée à Denver, le 1er avril 1860, qui s'appelait alors Gold-City. Un hôtel, un journal et une église furent construits. Le nom heureux d'Auraria (la Mine d'or), plus tard fut changé en celui de Denver, en souvenir du gouverneur du Kansas.
Un mineur du nom de John H. Gregory partit explorer la montagne. Au bout de quelques jours, au lieu même où est aujourd'hui Central City, il découvrit un filon d'une richesse exceptionnelle. Mais il n'avait plus un morceau de pain et faillit se trouver pris dans un ouragan de neige. Il dut repartir pour Auraria, revint avec un ami et retrouva son filon.
Les chercheurs affluèrent, et en moins d'un an, trois villes, Black Hawk, Central City et Nevada, s'édifièrent le long de la vallée où Gregory avait trouvé son filon.